# Pueblo Nuevo metróállomás
Pueblo Nuevo metróállomás Spanyolország fővárosában, Madridban a madridi metró 5-ös és 7-es vonalán.

## Metróvonalak
Az állomást az alábbi metróvonalak érintik:
- 5-ös metróvonal
- 7-es metróvonal

## Kapcsolódó állomások
A metróállomáshoz az alábbi állomások vannak a legközelebb:
- Ciudad Lineal (Alameda de Osuna, 5-ös metróvonal)
- Barrio de la Concepción (Pitis, 7-es metróvonal)
- Quintana (Casa de Campo, 5-ös metróvonal)
- Ascao (Hospital del Henares, 7-es metróvonal)